# أوبسيديان إنترتنمنت
أوبسيديان إنترتنمنت (بالإنجليزية: Obsidian Entertainment)‏ هي شَّرِكَة تَطوِير ألعاب فيديو أمريكيَّة مَقَرها في إرفاين بولاية كاليفورنيا، أسسها موظَّفي «استُوديُوهات بلاك آيل» قَبل اغلاقه في يونيو 2003 وهم «فيرغوس أوركهارت» و«كريس أفيلون» و«كريس باركر» و«دارين موناهان» و«كريس جونز».
كَانَت العديد من إصدارات الشَّرِكَة تَستَنِد إلى خواص مرخصة ومنها «حرب النجوم: فرسان الجُمهوريَّة القديمة 2: ذا سيث لوردز» و«نيفر وينتر نايتس 2»، وطورت أول لعبة أصليَّة في عام 2010 بعنوان ألفا بروتوكول، ومن أَعمَال أوبسيديان المُرخصة الأخرى فول أوت: فيغاس الجديدة وحصار البرج 3 و«ساوث بارك: ذا ستيك أوف تروث».
ألغى الاستُوديُو العديد من المشاريع مِثل «فيوتشر بلايت» و«دورفس» و«لينس: كروسيبل» و«ستورم لاندز.»، ودخل في أزمة ماليَّة حادة في عام 2012، وقررت الشَّرِكَة إصدار لعبتها الأصليَّة الثانيَّة «أركان الخلود» الَّتِي أنقذته من الإغلاق، ثم اتجهت الشَّرِكَة لإنتاج ألعاب خاصَّة بِهَا بدلًا من تَطوِير الأَلعَاب المرخصة، وأصدرت بيلارز أف إترنتي 2: ديدفاير وهي تكملة لأركان الخلود.
في نوفمبر 2018 اِستَحوذت شَّرِكَة مايكروسوفت على الاستُوديُو وأصبحت جُزءًا من إكس بوكس غيم ستوديوز.

## التاريخ

### التأسيس 2003
تأسّست شَّرِكَة أوبسيديان إنترتنمنت بِوَاسِطَة فيرغوس أوركوهارت وكريس أفيلون وكريس باركر ودارين موناهان وكريس جونز في 12 يونيو 2003،  حيثُ عَمَل المؤسسون في «بلاك آيس ستوديوز» التَّابِعَة لِشَرِكَة إنتربلاي إنترتينمينت، وَفِي بلاك آيس طوروا العديد من ألعاب لعب الأدوار ومنها آيسوايند ديل و«بلانسكيب: تورمنت» وفول أوت 2، وتعاونوا مَع بايوير لِتَطوِير ليالي بدون شتاء وبلدور جيت و«بلدور جيت 2»، وكانت معظمها ألعاب ناجحة، لكنّ بسبب تدهور الوضع الماليّ لِشَرِكَة «إنتربلاي إنترتينمينت» فَقَد الاستُوديُو ترخيصه لإنتاج ألعاب تَعتَمِد على «سجون وتنانين»،  وأدى ذَلِك لإلغاء «بلدور جيت 3: ذا بلاك هوند»،  وَلَم يكن الموظَّفين راضين عَن هَذَا الإلغاء بَعد أن استمروا في تطويرها لمدَّة عام ونصف، وحينها قرَّر أوركوهارت ترك الشَّرِكَة في 2003،  وأسس مَع شركائه شَّرِكَة «أوبسيديان إنترتنمنت» في العَام ذاته.
تأسّست الشَّرِكَة بسبعة موظفين خمسة منهم من مؤسسي الشَّرِكَة، واستثمر باركر وأوركوهارت وموناهان مَا بَين 100 ألف إلى 125 ألف دُولَار في الشَّرِكَة الجَدِيدَة،  واختار المؤسسون اسم «أوبسيديان إنترتنمنت» لِلشَّرِكَة الجَدِيدَة من بَين عدَّة أسماء أعدوها، حيثُ اعتقدوا أنَّه اسم قوي وَلَا يُنسى، وأنه مشابه لاسم الاستُوديُو القديم بلاك آيس.

### 2003 إلى 2008
في أواخر 2003 طلب «سيمون جيفري» رَئِيس شَّرِكَة لوكاس آرتز من أوبسيديان تَطوِير لعبة أكشن تقمص الأدوار في عالم حرب النجوم، واقترح الفَرِيق لعبة تتضمن قتال بالسيف الضوئي من منظور الشخص الأول بحيث تتضمن شخصيات راسخة مِثل آر تو دي تو، ولكنَّ جيفري لَم تعجبه الفكرة، وطلب منهم إِنشاء تكملة للعبة حرب النجوم: فرسان الجمهورية القديمة الَّتِي طورتها بايوير، لمعرفة فَرِيق أوبسيديان السَّابِقَة بِتِكنُولُوجِيا اللعبة الأصليَّة. بَدَأت أوبسيديان في تَطوِير اللعبة الَّتِي أصبَحَت بعنوان «حرب النجوم فرسان الجُمهوريَّة القديمة 2: ذا سيث لوردز» في أكتوبر 2003،  ومُنحت أوبسيديان 15 شهرًا لتطويرها، وَبَعد معرض الترفيه الإلكتروني تم تَحدِيد تَارِيخ إصدارها في عطلة 2004، وأرسلت لوكاس آرتز أعضاء من طاقمها لمساعدة أوبسيديان في إخراج اللعبة في الوَقت المحدد،  وبسبب ضيق الوَقت تم تقليص بَعض الميزات فِيهَا، حيثُ لَم يكن لَدَى أوبسيديان الوَقت الكافي لإخراج اللعبة بالشكل المُنَاسِب، وتسبب ذَلِك الاستعجال في ظهور بَعض الأعطال والمَشَاكِل الفنية الأُخرى فِيهَا،  وعلى الرغم من ذَلِك تلقت اللعبة استقبال نقدي إيجابي.
كَان الأستوديو يهدف مُنذ تأسيسه لأنَّ يكون قادرًا على تَطوِير مشاريع مُتَعَدّدَة في وَقت وَاحِد، وتوّسعت الشَّرِكَة بسرعة كَبِيرَة،  وأصبح عدد موظفيها 20 موظفًا أَثناء تَطوِير «ذا سيث لوردز»، وإلى 27 موظفًا في يوليو 2004، وَكَان منهم 18 قدموا من بلاك آيس، وآخرين من بليزارد إنترتينمنت وإلكترونيك آرتس و«تالدرن» و«توتالي جيمز» وتريارك وترويكا.
حصلت شَّرِكَة "آتاري [الإنجليزية]" على ترخيص لإنتاج ألعاب تَعتَمِد على سجون وتنانين، وطلبت من أوبسيديان إِنشاء تكملة للعبة «نيفر وينتر نايتس»، والَّتِي أصبَحَت "نيفر وينتر نايتس 2 [الإنجليزية]" حيثُ بدأَ في تطويرها في يوليو 2005 بفريق مكون من عِشرَة أشخاص،  وترأّس فَرِيق تَطوِير اللعبة «موناهان» و«أفيلون»، وأصبح استوديو أوبسيديان المطور الرَئِيسيّ للعبة، بينما قدمت «بايوير» المُساعدة الفنية.
أَثناء تَطوِير اللعبة، نما حجم الفَرِيق إلى حوالي 50 شخصًا،  ومُنح الفَرِيق وقتًا كافيًا لتطويرها وكانت آتاري على استعداد لتأجيل إصدار اللعبة إلى 31 أكتوبر 2006، وتلقت لعبة «نيفر وينتر نايتس 2» استقبالًا نقديًا إيجابيًا بشكل عام،  وأصدرت أوبسيديان تكملتين للعبة بعنوان "ماسك أوف ذا بترير [الإنجليزية]" في 2007، و"ستورم أوف زهير [الإنجليزية]" في 2008.
خِلال تَطوِير «نيفر وينتر نايتس 2» طلبت أوبسيديان من ناشرين آخرين العَمَل في مشاريع جديدة، حيثُ كلفت استوديو ديزني إنترأكتيف ستوديوز لِتَطوِير بادئة للعبة «سنو وايت والأقزام السبعة» تُسمى «الأقزام» ولتكون لعبة حَرَكَة من منظور الشخص الثالث لنظامي بلاي ستيشن 3 وإكس بوكس 360، وبدأ العَمَل فِيهَا في 2005 وطور الفَرِيق نموذج أولي وَبَعد عام من العَمَل في تطويرها عُين بوب إيجر رئيسًا تنفيذيًا لِشَرِكَة والت ديزني بدلاً من مايكل أيزنر حيثُ عَمَل «بوب إيجر» على توجيه ديزني في اتجاه مختلف تمامًا، وَفِي النهاية تم إيقاف تَطوِير اللعبة.

### 2009 إلى 2014
مَع اقتراب اكتمال تَطوِير «نيفر وينتر نايتس 2»، قَدَم ثلاثة ناشرين مختلفين طلباتهم إلى أوبسيديان، حيثُ أرادت إلكترونيك آرتس من أوبسيديان تَطوِير لعبة تقمص أدوار للتنافس مَع لعبة ذا إيلدر سكرولز 4: النسيان، وطلب ناشر آخر بتطوير لعبة خيالية،  وطلبت سيجا تَطوِير لعبة تقمص أدوار ضمنَ سِلسِلَة "الين [الإنجليزية]"، حيثُ تضَّمنت اللعبة الَّتِي تَحَمُّل عُنوان «الينس: كروسيبل» بِنَاء القاعدة وخيارات الحِوَار وتخصيص الشخصية،  وَفِي فبراير 2009 أرسل أوبسيديان نموذج أولي للعبة إلى سيجا ولكنَّ سيجا قرَّرت إلغاء اللعبة بَعد ثلاثة أسابيع دُون فحص النموذج الأولي وتمَّ إلغاء تَطوِير اللعبة رسميًا في يونيو 2009. وَفِي نفس الوَقت تقريبًا طلبت أتاري من أوبسيديان إحياء لعبة «بوَّابة بلدور 3»،  ولكنَّ أوبسيديان طلبت ميزانية كَبِيرَة لَم يستطع أتاري تَحَمُّلِهَا، وانهارت الصفقة بَين الشركتين عَندَمَا تم بيع أتاري أُورُوبَّا إلى بانداي نامكو إنترتينمنت.
على الرغم من إلغاء «الينس: كروسيبل» كَانَت سيجا لَا تزال مهتمة بالعَمَل مَع أوبسيديان لِتَطوِير مَشرُوع آخر، وَهُو تَطوِير لعبة تقمص أدوار جديدة وقدم الفَرِيق فكرة لعبة «تجسس آر بي جي»،  وَافَقت سيجا عَلَيهَا وقررت تمويلها والعَمَل كناشر لَهَا، والَّتِي أصبَحَت بعنوان ألفا برُوتُوكُول والَّتِي كَان تطويرها مضطربًا حيثُ لَم يكن لَدَى الفَرِيق رؤية دقيقة لَهَا، وعانت اللعبة من أزمة هوية،  وَلَم تتمكن سيجا أيضًا من اِتِخَاذ القرارات بسرعة، وَبَعد اكتمال تطويرها طلب إلغاء بَعض الميزات، مَا أدَّى لحدوث تأخيرات عديدة ووقت إِنتاج طويل للغاية بلغَ أربع سنوات، حتَّى تم إصدارها أخيرًا في يونيو 2010.
تلقت أول لعبة أصليَّة لِلشَّرِكَة «ألفا برُوتُوكُول» آراء متباينة من النقَّاد، وكانت فشلًا تجاريًا لِشَرِكَة سيجا ولاحقًا قرَّرت تَعلِيق أي خطط لإصدار تكملات لَهَا،  واعترف «أوركوهارت» بأنَّه لَا يزال هُناك مَجَال لتحسينها،  وعلى الرغم من كون اللعبة فاشلة تجاريًا، إلَّا أنَّها لاقت استحسانًا لَدَى المُجتمع، حيثُ طُلب من أوبسيديان عَمَل تكملة لَهَا، وعلق «أوركوهارت» على ذَلِك بأنهم يأملوا أن يطوروا «برُوتُوكُول ألفا 2» بشكل أفضَل،  ولكنَّ حُقوق اللعبة مَملُوكَة لِشَرِكَة سيجا.
في 11 فبراير 2010 أَعلَنَت شَّرِكَة «ريد إيغل جيمز» أنَّها ستشارك مَع «أوبسيديان» في تَطوِير لعبة واحدة أو أَكثَر مبنية على سِلسِلَة روايات «عَجَلَة الزمن» الخياليّة لروبرت جوردان،  وَفِي 25 أبريل 2014 قال أوركوهارت أن الاتفاقيَّة بَين الشركتين قد أُلغيت بَعد فشلَ ريد إيغل في تأمين التمويل اللّاَزِم.
أَثناء تَطوِير «ألفا برُوتُوكُول» كَانَت أوبسيديان تعمل على تَطوِير لعبة فول أوت: نيو فيغاس، حيثُ طلبت شَّرِكَة بيثيسدا سوفت ووركس من أوبسيديان تَطوِير لعبة ستار تريك، لكنّ الفكرة لَم تكتسب أي شعبية، وَبَعد أن أَصَدَرَت «بيثيسدا» لعبة فول أوت 3 وبدأت في تحويل تركيزها نَحو سِلسِلَة ذا إيلدر سكرولز، اقتربت من أوبسيديان بفكرة تطور لعبة أُخرى لسلسلة فول أوت، خاصَّة وأنَّ العديد من مؤسسيها قد عملوا في السلسلة أَثناء وجودهم في «بلاك آيل»، وَفِي عَمَلِيَّة تَطوِير «نيو فيغاس» نظرت أوبسيديان في طلبات المعجبين ممَّا أدَّى إلى دور أَكثَر بروزًا للفصائل داخل اللعبة، وَعَندَمَا عُرضت الفكرة على «بيثيسدا» وَافَقت عَلَيهَا مباشرةً. وتم إصدار «نيو فيغاس» في أكتوبر 2010،  وتلقت مراجعات إيجابيَّة بشكل عام، وقال بَعض النقَّاد إن جودة اللعبة تجاوزت جودة «فول أوت 3» الَّتِي نالت استحسانًا كبيرًا، ولكنَّها عانت من وُجُود أخطاء، وَلَم يتمكَّن بَعض اللاعبين من الاستمرار في اللُّعَب بسبب الأعطال المتكرّرة،  وعمل الاستُوديُو على تصحيحها في وَقت لاحق،  وبنى أوبسيديان سمعة طيبة في إِنشاء ألعاب بمشاكل فنية،  ولكنَّ الفَرِيق كَان عازمًا على تغيير سمعته في العناوين المستقبليَّة، وأدخل تحسينات على نِظَام تتبع الأخطاء، وأطلق مشروعه التالي حصار البرج 3 بإصدار مستقر دُون مشاكل فنية،  ونشرته شَّرِكَة سكوير إنكس في 2011،  وتلقت اللعبة آراء متباينة وكانت لعبة «حصار البرج 3» أول لعبة تستخدم محرك «أونيكس» الداخليّ الخاصّ بشركة أوبسيديان.
في 2011 بَدَأت الشَّرِكَة في تَطوِير لعبة العَالَم المفتوح من منظور الشخص الثالث بعنوان «ستورم لاندز»، ولكنَّ الشَّرِكَة الناشرة إكس بوكس غيم ستوديوز ألغته تمامًا في 2012 من قَبل ناشره، وأدى ذَلِك لتسريح أوبسيديان بَين 20 و30 من موظفيها،  ولاحقًا حول أوبسيديان لعبة «ستورم لاندز» إلى عُنوان آخر يسمى «فالن» ثم عرضه على ناشرين آخرين مِثل تو كي جيمز ويوبي سوفت، ولكنهم لَم يوافقوا على نشره، وأصبحت «فالن» أساس لعبة أوبسيديان المستقبليَّة «تيراني».
في أكتوبر 2009 طلبت شَّرِكَة ساوث بارك من أوبسيديان تَطوِير لعبة تَقع في عالم «ساوث بارك»،  وَفِي البداية اعتقد الفَرِيق أن المكالمة الهاتفيَّة كَانَت مزحة نفذتها شَّرِكَة أُخرى تَقع في نفس مَبنى ساوث بارك،  ولاحقًا التقى فَرِيق أوبسيديان مَع مات ستون وتري باركر من «ساوث بارك»، واتفق الطرفان على أهَمِيَّة مُشَارَكَة اللعبة الجمالية المرئية في العرض التلفزيوني، وَفِي الأصل تم تَوفِير التمويل في عام 2011 من فاياكوم الشَّرِكَة الأم للقناة التلفزيونيَّة الَّتِي يبث عَلَيهَا «ساوث بارك»، وقررت فاياكوم السماح لناشر ألعاب الفِيديُو تي إتش كيو بتولي نَشر اللعبة،  وَبَعد فَترَة وجيزة دخلت «تي إتش كيو» في أزمة ماليَّة وأعلنت افلاسها في 2011، وكانت أوبسيديان قلقة من احتماليّة مواجهتها لصعوبات ماليَّة شديدة في حالَة إلغاء اللعبة، وَفِي النهاية اِستَحوذت يوبي سوفت على اللعبة،  وأصدرتها في مارس 2014 بِاِسم «ساوث بارك: ذا ستيك أوف تروث». وَفِي مُنتَصَف 2014 أَعلَنَت أوبسيديان عَن لعبة بعنوان «آرمورد وورفير» وهي لعبة دبابات طورتها لموقع "My.com".
حافظت شَّرِكَة أوبسيديان على علاقة ودية مَع "أنكسيل إنترتنمنت [الإنجليزية]" الَّتِي أسسها موظفين سابقين في إنتربلاي إنترتنمنت، ووقعت الشركتان اتفاقية لمشاركة التِكنولوجيا الخاصّة بهما مَع بعضهما البعض،  وقدمت أوبسيديان المُساعدة لأنكسيل في تَطوِير «ويسلاند 2» بَعد أن جمعت حملتها 2.1 مليُون دُولَار،  وتمَّ إصدار «ويسلاند 2» في أواخر 2014 وتلقت مراجعات إيجابيَّة بشكل عام.

### 2014 إلى 2018
واجهت الشَّرِكَة وَضع مالي غير مستقر بَعد أن أكملت تَطوِير «ساوث بارك: ذا ستيك أوف تروث»، حيثُ تلقى الاستُوديُو «رسوم صغيرة» لعملهم في «نورث كارولينا» بعد إلغائها،  وخسروا أيضًا مكافآتهم من فول أوت: نيو فيغاس بعدما فشلت في تلبية «معيار بيثيسدا» لِتَحقِيق تقييم 85 في ميتاكريتيك بنقطة واحدة حيثُ حصلت على 84 نقطة،  وأفتقر الفَرِيق لموارد كافية لِلحِفَاظ على اِستِمرارية عَمَل الشَّرِكَة،  وَفِي ذَلِك الوَقت كَانَت مِنَصّة التمويل الجَمَاعِي كيك ستارتر تزداد شعبية واقترح جوش سوير المدير الإبداعي «لنيو فيجاس»، أن يضع الاستُوديُو لعبته الملغاة على المنصة وأنَّ يحاول الحصول على تمويل لَهَا، فيمَا تخوف بَعض أعضاء الفَرِيق من عَدَم تمكنهم من جَمع حتَّى 100 ألف دُولَار، وَبَعد عدَّة مناقشات بَين الأَعضَاء الرئيسيين في الشَّرِكَة، قدمت بروكين إيج في المنصة وشهدت نجاحًا كبيرًا،  وحينها قرَّر الفَرِيق اِستِخدام المنصة لتمويل تَطوِير لعبة أرادوا صنعها لفترة طويلة جدًا بعنوان بعنوان «بيلرز أوف اتيرنيتي» وأطلقوا حملتهم في المنصة في سبتمبر 2012 تحت اسم العَمَل «بروجكت اترنيتي»، حيثُ طلبت أوبسيديان تمويل يبلغ 1.1 مليُون دُولَار.
حقَّقت حملة أوبسيديان نجاحًا كبيرًا وجمعت 4 مليُون دُولَار وحطمت الرقم القياسي الَّذِي حددته «دوبل فاين ادفنتشر»،  وأصدرت لعبتها «بيلرز أوف اتيرنيتي» في مارس 2015،  ونشرتها شَّرِكَة بارادوكس إنتراكتيف،  وأصدرت تكملتين لَهَا أولها في 25 أغسطس 2015،  والتكملة الثانيَّة في 16 فبراير 2016،  وأعلنت عَن تكملة للعبة «أركان الخلود» بعنوان «بيلرز أوف اتيرنيتي: لوردز أوف ذا إيسترن ريتش» في 19 مايو 2015، وتمَّ تمويلها بحملة في مِنَصّة كيك ستارتر، ووصلت إلى هَدَفُهَا التمويلي خِلال يوم وَاحِد.
في يونيو 2015 أعلن «كريس أفيلون» أحد مؤسسي الاستُوديُو رحيله عَن أوبسيديان إنترتنمنت،  وَفِي أغسطس 2015 دخلت شَّرِكَة أوبسيديان في شراكَة مَع «أنكسيل ودبل فاين» لإطلاق مَوقِع تمويل جَدِيد بِاِسم «فيغ» مَع عَمَل أوركوهارت كعضو في مَجلِس إِدَارَة الشَّرِكَة الاستشاري،  وتهدف المنصة الجَدِيدَة إلى تَقديم «تمويل جماعي للأسهم» وستركز حصريًا على المشاريع المتعلّقة بألعاب الفِيديُو،  وتخطط أوبسيديان لاستخدام «فيغ» كمنصة تمويل مُستقبليَّة.
أُعلن في يوليو 2015 أن أوبسيديان تعمل على توطين «سكاي فورج»،  وَفِي 13 أغسطس 2014 أَعلَنَت أوبسيديان أنَّها حصلت على ترخيص لِإِنشاء لعبة «لعبة باثفندر رول بلايينج»، وبدأت في تعديل الجهاز اللوحي الخاصّ بِهَا وأصدرته لِأَجهِزَة آي أو إس وأندرويد في أبريل 2016. كما أكدت الرئيسة التَّنفِيذِية لِشَرِكَة بايزو «ليزا ستيفنز» على خطط لعبة تقمص الأدوار الحاسوبيَّة الَّتِي طورها أوبسيديان،  وأعلن أوركوهارت عَن رغبته في التَّعَاوُن مَع بايوير في لعبة «حرب نجوم» جديدة، وأنَّ هُناك رغبة في العَمَل على لعبة فول أوت أُخرى.
في 15 مارس 2016 أَعلَنَت أوبسيديان عَن مشروعها الجَدِيد المسمى «تيراني» وَهُو لعبة تقمص أدوار متساوية القياس تجري أحداثها في عالم مليء بالشر، وأطلقت اللعبة في 2016 على أَنظِمَة تشغيل مايكروسوفت ويندوز وماك ولينكس ونشرتها شَّرِكَة بارادوكس إنتراكتيف،  وَفِي أبريل 2016 انضم ليونارد بويارسكي إلى شَّرِكَة أوبسيديان، ليصبح ثاني مؤسس مشارك في «ترويكا جيمز» يعمل في الشَّرِكَة.
في 27 يناير 2017 أعلن أوبسيديان عَن لعبة أعمدة الخلود 2: ديدفاير وأطلق حملة تمويل جماعي على «مِنَصّة فيغ» لجمع أموال إِضافِيَة لتطويها، وحقق هدفه التمويلي في أقل من يوم، وأصدرت الشَّرِكَة اللعبة في مايو 2018. وَفِي فبراير 2017 تركت أوبسيديان تَطوِير لعبة «آرمورد وورفير» في يد ناشر اللعبة لإنهاء المشروع.

### 2018 إلى الوقت الحاضر
في 10 نوفمبر 2018 اِستَحوذت مايكروسوفت على الاستُوديُو وأصبح جُزءًا من قسم إكس بوكس غيم ستوديوز،  وَبَعد الاِستِحواذ أَعلَنَت شَّرِكَة أوبسيديان عَن ملكية فكرية جديدة تُسمى «ذا أوتر ورلدز»، خِلال حفل جوائز اللعبة 2018 في ديسمبر 2018، وهي لعبة أكشن تقمص الأدوار تدور أحداثها في مستقبل بديل حيثُ بَدَأت الشَّرِكَات العملاقة في استعمار وإعادة تأهيل الكواكب الغريّبة، تم إصدار اللعبة في 25 أكتوبر 2019 لِأَجهِزَة مايكروسوفت ويندوز وبلاي ستيشن 4 وإكس بوكس ون، ولنظام نينتندو سويتش في عام 2020. في نوفمبر 2019 أَعلَنَت عَن لعبتها التَالِيَة بعنوان «جراوندد» وقالت أنَّها «مغامرة للبقاء حيثُ تكون بحجم نملة»،  وكشفت شَّرِكَة أوبسيديان إنترتنمنت في 23 يوليو 2020 في «معرض ألعاب إكس بوكس» عَن لعبة جديدة تُسمى «أفاود» قيد التَطوِير لنظامي مايكروسوفت ويندوز وإكس بوكس سيريس إكس وسيريس أس.

## وصلات خارجية
- الموقع الرسمي